# Ramboldia farinosa
Ramboldia farinosa är en lavart som beskrevs av Kalb. Ramboldia farinosa ingår i släktet Ramboldia och familjen Lecanoraceae.   Inga underarter finns listade i Catalogue of Life.